# Mina Mendelson
Mina Mendelson (Beograd, 1978) je doktor umetnosti, kao i profesor violine. Dobitnica je brojnih nagrada na republičkim, saveznim i međunarodnim takmičenjima.

## Školovanje
Rođena je 17. oktobra 1978. godine u Beogradu, u porodici muzičara. Završila je osnovnu muzičku školu „Mokranjac” u Beogradu u klasi profesora Milorada Đuričića (sa prosekom 5,0), i Školu za muzičke talente u Ćupriji u klasi profesora Ljubivoja Nikolića (sa odličnim uspehom). Redovne studije violine upisala je 1996. godine na Fakultetu muzičke umetnosti (FMU) u Beogradu, u klasi redovnog profesora Fern Rašković. Diplomirala je 2000. godine (sa ocenom 10 iz glavnog predmeta i prosekom 9,23), magistrirala 2003. godine (sa prosekom 10) i doktorirala 2014. jednoglasnom odlukom komisije (sa prosekom 10) takođe u klasi profesora Fern Rašković.

## Stručna usavršavanja i stipendije
Kao stipendista Vlade Kraljevine Norveške usavršavala se na Univerzitetu u Kristiansandu kod profesora Sabine Grollmus, gde je boravila od avgusta do decembra 2001. godine. Bila je polaznik majstorskih kurseva violine kod profesora Davida Takeno-a u Londonu i Beogradu (1997), Steffana Baratdue-a u Norveškoj (2001), kod Sretena Krstića (koncertmajstora Minhenske filharmonije) u Kotoru (2003) u okviru Kotor-art festivala, i kod Mateje Marinkovića (redovnog profesora na Kraljevskoj Akademiji u Londonu) u Setu-Francuska (2009).

## Solistička karijera
Nastupala je kao solista u Sali Hrvatskog Glazbenog Zavoda u Zagrebu i svim reprezentativnim salama Beograda (Zadužbina Ilije M. Kolarca - Velika dvorana i Galerija, Skupština grada Beograda, Galerija SANU, Galerija kulturnog centra - ARTGET, Narodno pozorište, Italijanski kulturni centar, Atrijum Narodnog muzeja, Etnografski muzej, Jevrejska opština, Parobrod, Sala MOKRANJAC, Sala FMU, Sala STANKOVIĆ...), Novog Sada (Sinagoga), Niša (sala Fakulteta Umetnosti- Koncertno-izložbeni prostor, sala Niškog simfonijskog orkestra), Kragujevca (Prva Gimnazija), Sremskih Karlovaca (Gimnazija), Pančeva (sala muz. škole „Jovan Bandur“ i sala Kulturnog centra), Požarevca (sala Mokranjac), Ćuprije (Škola za talente i Muzička škola), Kraljeva (Kulturni centar, Gradska kuća), Gornjeg Milanovca (Norveška kuća), Leskovca (Svečana sala Opštine), Vranja (Galerija muzeja), Aleksinca (Galerija Kulturnog centra), Kruševca (Muzej) i dr. Održala je i nekoliko humanitarnih koncerata. Umetnički saradnici sa kojima najčešće nastupa su: Natalija Mladenović, Senka Simonović, Milica Tanasković, Bojan Mladenović, Uki Ovaskainen, Zorica Ćetković i sarađivala je sa dirigentima dr Suzana Kostić, Vesna Šouc, Stefan Zekić i Obrad Nedeljković.
Bila je koncertmajstor orkestra osnovne muzičke škole „Mokranjac”-Beograd, kao i kamernog orkestra „Škole za muzičke talente” u Ćupriji. Kao solista nastupala je sa Kamernim ansamblom „Mokranjac”, sa kamernim orkestrom „Gudači Svetog Đorđa„”, sa BGO „Dušan Skovran„”, sa „Jevrejskim kamernim orkestrom” i sa „Niškim simfonijskim orkestrom” u zemlji i inostranstvu (Zagreb-Hrvatska, Turska-Sapanca).

## Saradnja sa orkestrima
- Od 1997. do 2000. godine bila je član kamernog orkestra „Gudači Svetog Đorđa” sa kojim je ostvarila brojna gostovanja u zemlji i inostranstvu (Mađarska, Holandija, Nemačka, Engleska i Makedonija), kao i više snimaka za Radio i TV Beograd. Na poziv eminentnog profesora Davida Takeno-a, kao član gudačkog kvarteta „Gudači Svetog Đorđa”, u saradnji sa Marijom Špengler, Anitom Vučetić i Draganom Đorđevićem, učestvovala je na majstorskom kursu na Guildhall School of Music & Drama u Londonu (decembar 1997). Na istom kursu ostvarena je saradnja i sa članovima Vellinger kvarteta.
- Od 2002. do 2013. godine angažovana je kao stalni član, na mestu zamenika koncertmajstora u Beogradskom gudačkom orkestru „Dušan Skovran”, sa kojim je takođe ostvarila niz nastupa u zemlji i inostranstvu (Bugarska- Sofija; Turska- Bodrum, Sapanca; Holandija- Amsterdam, Francuska- Set, Hrvatska- Zagreb i dr).[8]

Kao član kvarteta i kamernog orkestra „Gudači Svetog Đorđa“ i BGO „Dušan Skovran“ sarađivala je sa brojnim velikim imenima domaće i inostrane muzičke scene

## Učešće na festivalima
U aprilu 2007. godine, na poziv maestra Dmitrya Sitkovetskog, učestvovala je na koncertu NES-a (The New European Strings) u Kolarčevoj zadužbini povodom proslave 75. rođendana kompozitora Rodiona Schedrina. Gostovala je na više muzičkih festivala (BEMUS, BELEF, Tribina kompozitpora, Kalemegdanski sutoni, Umetnost protiv rata, Ohridsko leto, Festival u Sofiji, Festival u Bodrumu, Festival u Sapanci).

## Snimci za Radio i TV Beograd
Ostvarila je i niz snimaka za Radio i TV Beograd, među kojima su najznačajniji TV serija: Kamerna TV scena, epizoda: L. Van Betoven (kvartet c-mol, op. 18), i CD pod nazivom „Mokranjac Bahu“, snimak s koncerta održanog 06. decembra 2000. godine u Velikoj sali Kolarčeve zadužbine povodom obeležavanja 250 godina smrti J. S. Baha, na kome nastupa kao solista sa Nelom Mendelson i Kamernim ansamblom „Mokranjac” u izvođenju Bahovog koncerta za dve violine i orkestar u d-molu.

## Pedagoški rad
Paralelno sa koncertnom solističkom i kamernom aktivnošću bavi se i muzičkom pedagogijom. Bila je angažovana kao demonstrator na katedri za gudačke instrumente FMU u Beogradu za nastavu violine u klasi red. prof. Fern Rašković (2001-2002), kao profesor violine u muzičkoj školi „Stevan Mokranjac“ u Požarevcu (2002-2003), od septembra 2003. je stalno zaposlena kao asistent-pripravnik za nastavu violine na Fakultetu umetnosti u Nišu, od decembra 2006.godine je u zvanju asistenta za nastavu violine na istom fakultetu u klasi vanr. prof. mr Igora Aleksića. Od decembra 2009. bila je u zvanju docenta na istom fakultetu, a od novembra 2014. je u zvanju vanrednog profesora violine.

## Nagrade
Dobitnica je brojnih nagrada na republičkim, saveznim i međunarodnim takmičenjima od kojih se izdvajaju:
- Treća nagrada na međunarodnom takmičenju Petar Konjović u Beogradu 1995. godine,
- Prva nagrada na Republičkom takmičenju u Beogradu 1996. godine,
- Druga nagrada na Saveznom takmičenju u Novom Sadu 1996. godine,
- SPECIJALNA nagrada na Republičkom (dvoetapnom) takmičenju u Beogradu 1998. godine kao i
- Prva nagrada na Jugoslovenskom takmičenju u Kotoru 1998 godine.

## Spoljašnje veze
- Novosti/Vagner iz našeg sokaka-Zanimljivosti